# Delbeg Khan
Đáp Lý Ba Hãn (Delbeg) (ᠳᠡᠯᠪᠡ, Дэлбэг, hay Dalbag, 1395–1415) là một Khả hãn bù nhìn của nhà Bắc Nguyên ở Mông Cổ, do người Oirat dựng lên. Người Oirat cuối cùng đã đưa đứa trẻ Delbeg lên ngôi vào năm 1412 làm vua bù nhìn của Mông Cổ, nhưng điều này không được hầu hết các gia tộc Mông Cổ ở vùng trung tâm và phía đông của Mông Cổ công nhận.
Theo Saghan Secen, Delbeg là con trai của Öljei Temür Khan Buyanshir, người đã chỉ thị cho thủ lĩnh Oirat Bahamu biến Delbeg thành Khả hãn mới. Delbeg trở thành Khả hãn vào năm 1412. Bất chấp nguồn gốc của mình, Delbeg là hậu duệ trực tiếp của A Lý Bất Ca, và dòng máu này có thể tập hợp một số ủng hộ từ người dân Mông Cổ ở phía tây. Tuy nhiên, chính quyền của ông chỉ chiếm ưu thế trong chưa đầy một phần ba lãnh thổ Mông Cổ, phần phía tây, trong khi phần phía đông và trung tâm nằm dưới sự kiểm soát của tướng Arughtai, và hai bên đã chiến đấu liên tục trong hơn hai thập kỷ. Người Oirat nhiều lần đánh bại Arughtai buộc ông ta phải tìm nơi ẩn náu ở vùng đất gần Trung Quốc vào năm 1414.
Năm 1415, quân Mông Cổ phía tây do Bahamu, Delbeg và Bolad lãnh đạo đã bị quân đội nhà Minh đánh bại khi quân Minh tiến quân đến tận sông Tuul. Tuy nhiên, đó là một chiến thắng kiểu Pyrros và số người thiệt mạng là như nhau ở cả hai phe. Hoàng đế nhà Minh đã bị thuyết phục trở về bởi những người theo ông trong khi người Mông Cổ đã rút lui về phía bắc.
Mặc dù Adai Khan không xưng danh hiệu Đại hãn cho đến năm 1425, nhưng trước hết ông đã thống nhất phần phía đông và sau đó là phần trung tâm của lãnh thổ Mông Cổ và phản đối tính hợp pháp của Delbeg Khan ở phía tây, và tiến hành các chiến dịch chống lại chính quyền bù nhìn Delbeg. Adai Khan cuối cùng đã thành công trong việc đánh bại và giết chết Delbeg Khan vào năm 1415, cùng với nhiều người ủng hộ thuộc bộ lạc Oirat của ông ta. Delbeg Khan được kế vị bởi một hậu duệ trực tiếp khác của A Lý Bất Ca, Oyiradai Khan, được người Oirat chọn để thúc đẩy tính hợp pháp cho sự cai trị của họ.